# 7-デヒドロコレステロールレダクターゼ
7-デヒドロコレステロールレダクターゼ（7-dehydrocholesterol reductase、DHCR7）は、ヒトのDHCR7遺伝子にコードされているタンパク質である。

## 機能
このタンパク質はNADPHを用いて7-デヒドロコレステロール(7-DHC)からコレステロールを合成する酵素である。
DHCR7遺伝子には7-デヒドロコレステロール(EC 1.3.1.21)がコードされており、これは哺乳動物におけるステロール生合成の最後から2番目の酵素である。この酵素はステロールΔ8-Δ7イソメラーゼによって導入されたC(7-8)二重結合を除去する。

## 病理学
欠損症はスミス-レムリ-オピッツ症候群（コレステロール代謝異常による先天性奇形疾患）に関連する。